# Alfred Labouchere
Alfred Labouchere (ur. 19 stycznia 1867 w Amsterdamie, zm. 24 stycznia 1953 w Zeist) – szermierz reprezentujący Holandię, uczestnik letnich igrzysk olimpijskich w 1908 oraz 1928 roku.